# Камень-Слёнски
Камень-Слёнски (пол. Kamień Śląski [ˈkamʲɛj̃ ˈɕlɔ̃skʲi], нем. Gross Stein [gʁoːs ʃtaɪ̯n]) — деревня в гмине Гоголин, Крапковицком повете, Опольском воеводстве на юго-западе Польши. Деревня находится в 9 км к северо-востоку от города Гоголин, в 13 км к северо-востоку от Крапковице, в 17 км на юго-востоке от столицы воеводства Ополе.
До 1945 года деревня входила в состав Германии и носила название Gross Stein, что в переводе с немецкого значит «большой камень».
Население деревни составляет 1500 человек.
Рядом с деревней находятся два карьера известняка. В центре деревни находится эрратический валун размером 295 × 235 × 180 см.

## История
Впервые местность была описана в Хронике Галла Анонима в 1112—1116 годах. Место в хронике упоминается дважды и известно, что тут жил Болеслав III Кривоустый. В XII веке упоминается как крепость рода Одровонж. С XIII по XX века крепость принадлежала роду Штрахвиц (род), который состоял в родстве с родом Одровонж.
В алфавитном списке населённых пунктов Прусского Силезского воеводства, составленном в 1830 году во Вроцлаве Иоганном Кнеем, деревня представлена под названиями Гросс Штайн (нем. Gross Stein) и Вельки-Камень (пол. Wielki Kamień). В топографическом учебнике Верхней Силезии 1865 года город записан как «Gross Stein (польск. Kamien)».
Во время Верхнесилезского плебисцита, проведённого 20 марта 1921 года, большинство жителей Камень-Слёнски проголосовали за присоединение к Польше. За Польшу отдали свои голоса 493 жителя (55,3 %), за Германию — 398 (44,7 %). Однако, несмотря на результат, деревня осталась в Германии.

## Достопримечательности
- Замок в Камень-Слёнском

## Известные жители
В 1183 году тут родился Святой Гиацинт. Кроме того, отсюда родом Чеслав Одровонж и Бронислава блаженная.
В 1893 году тут родился немецкий танковый командир Второй мировой войны Гиацинт фон Штрахвиц.